# Araneus ursimorphus
Araneus ursimorphus este o specie de păianjeni din genul Araneus, familia Araneidae. A fost descrisă pentru prima dată de Strand, 1906. Conform Catalogue of Life specia Araneus ursimorphus nu are subspecii cunoscute.